# 심동운
심동운(沈東雲, 1990년 3월 3일 ~ )은 대한민국의 축구 선수이며 포지션은 공격수였다.

## 클럽 경력
2011년 홍익대학교의 U리그 우승에 크게 공헌하며 대회 최우수상을 수상하였고, 이 활약을 바탕으로 프로 팀들의 주목을 받기 시작하였고 2012년 전남 드래곤즈에 입단하였다. 3월 24일 경남 FC와의 경기에서 데뷔골을 터뜨렸다. 데뷔 시즌이었던 2012 시즌에는 30경기에 나와 4골을 넣으며 팀의 1부리그 잔류를 도왔으며 이듬해 2013 시즌에는 29경기에 출전해서 5골 3도움을 기록하며 팀이 2년 연속 1부리그에 잔류하는데 큰 공을 세웠다. 그러나 2014 시즌 신인 안용우와의 경쟁에서 밀렸고 20경기에 출전해 2골 1도움에 그쳤다.
2015 시즌을 앞두고 자유계약 신분이 된 심동운은 함께 자유계약으로 풀린 팀 동료 박선용과 함께 전남을 떠나 포항 스틸러스로 이적하였다. FA컵에서 대구와의 32강전과 전북과의 16강전에서 골을 기록하였으며, 리그에서는 7월 11일 FC 서울과의 원정 경기에서 후반 37분, 플립플랩으로 골을 성공시키며 주목받았다.
2016년 2월 9일 열린 하노이 T&T와의 AFC 챔피언스리그 플레이오프에서 해트트릭을 기록, 팀의 3-0 승리를 이끌어내어 포항의 AFC 챔피언스리그 본선 진출에 기여하였다. 이후 2016 시즌 리그 36경기에 나서 10골 1도움을 기록하며 자신의 커리어 하이 시즌을 보냈다.
2018시즌을 앞두고 상주 상무에 입대했다.
2021시즌을 앞두고 K리그2의 FC 안양으로 이적했다.
2022년 7월 1일, K리그1의 성남 FC에 임대 영입되었다.

## 수상

### 개인
- 2011년 U리그 챔피언십 최우수선수상(MVP)